# Cuora flavomarginata
Cuora flavomarginata là một loài rùa trong họ Geoemydidae. Loài này được Gray mô tả khoa học đầu tiên năm 1863.

## Hình ảnh

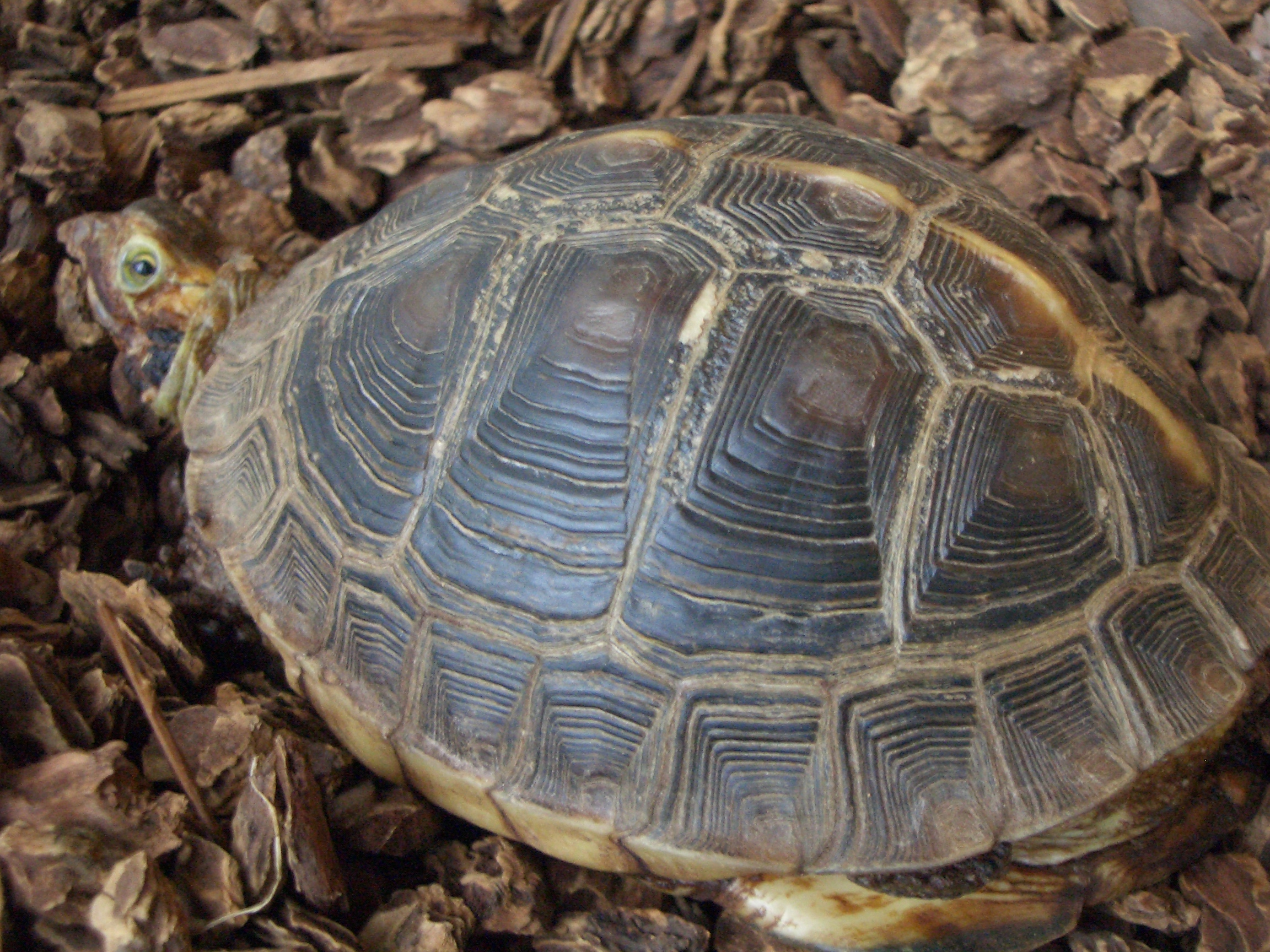
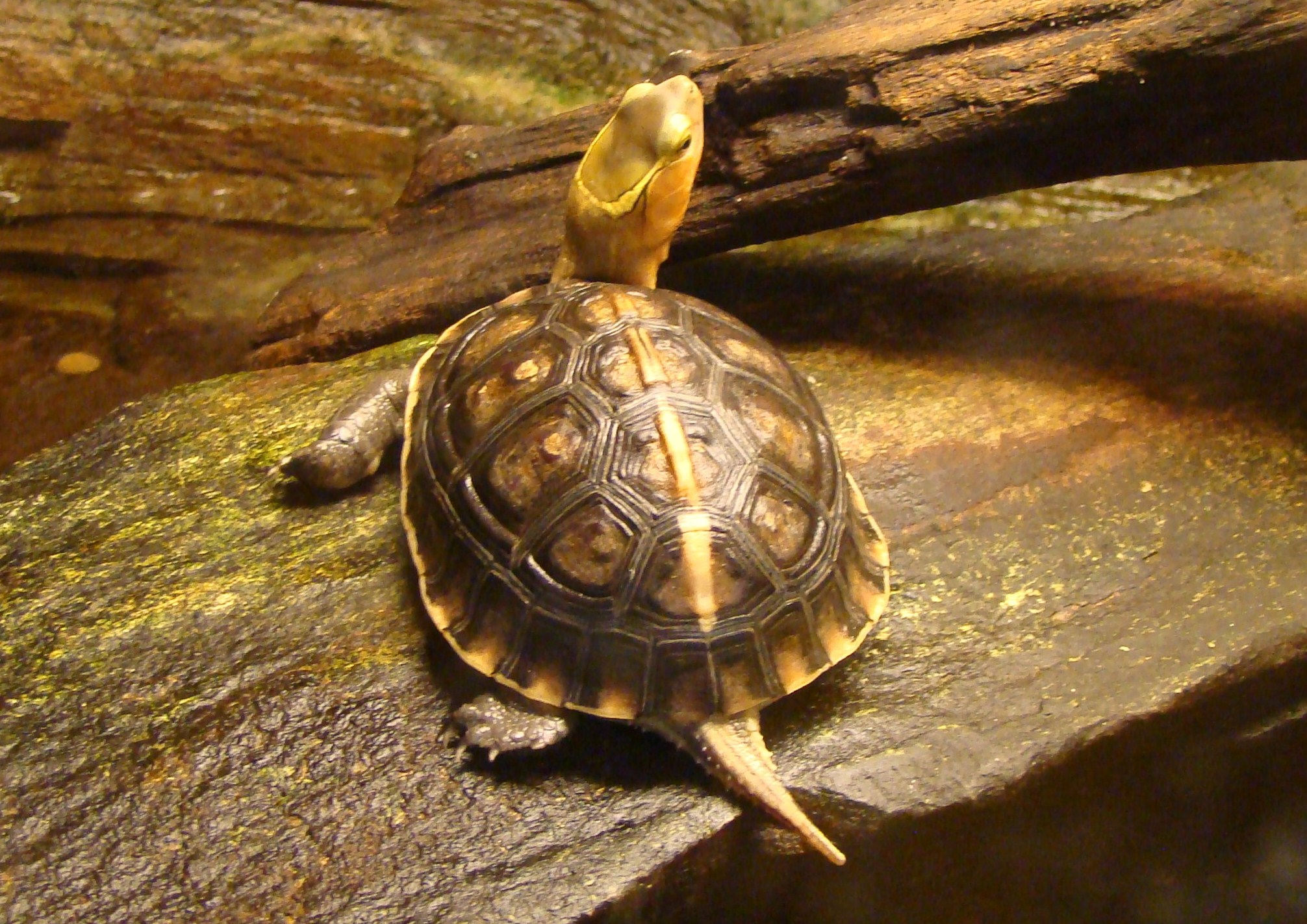
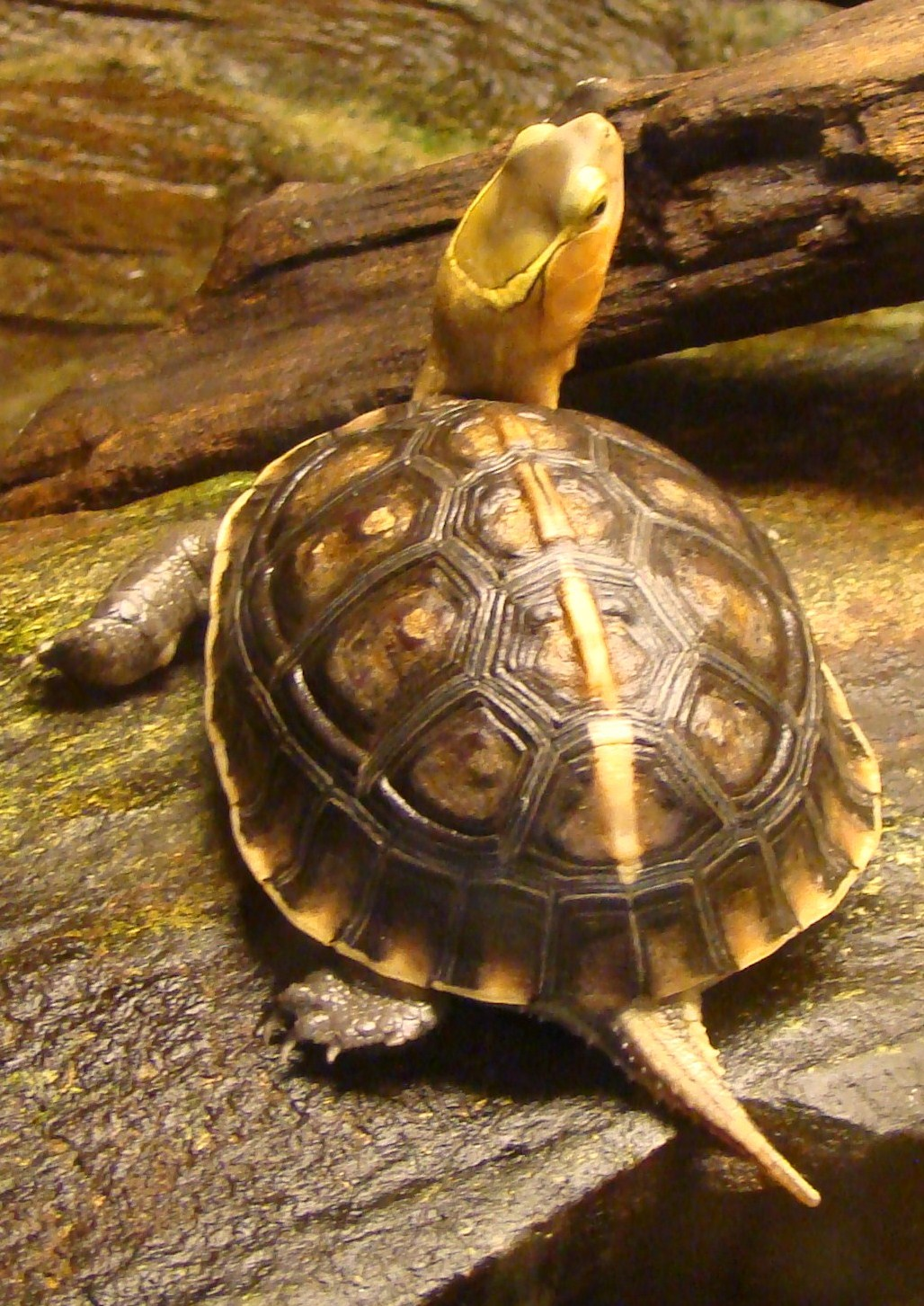
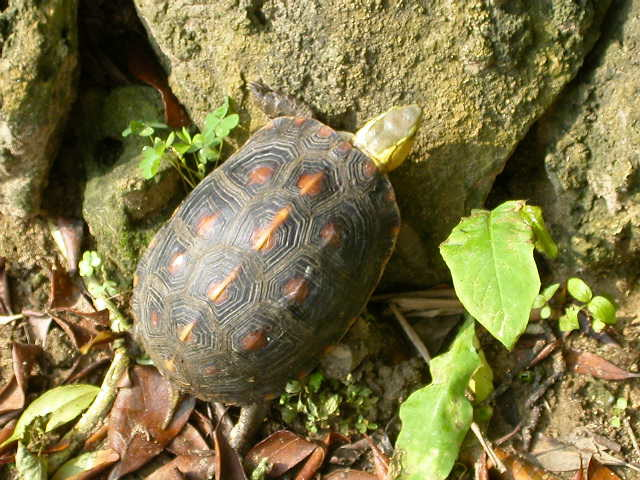